# Попов, Василий Сергеевич
Васи́лий Серге́евич Попо́в (23 октября 1911, Помосъял, Сабатская волость, Уржумский уезд, Вятская губерния, Российская империя — 10 августа 1994, Йошкар-Ола, Марий Эл, Россия) — марийский советский партийный деятель. Председатель Мари-Турекского районного исполкома Марийской АССР (1941—1942, 1946—1948), первый секретарь Казанского районного комитета ВКП(б) (1948—1950), Новоторъяльского районного комитета КПСС (1952—1959). Делегат XIX съезда ВКП(б) (1952). Участник Великой Отечественной войны.

## Биография
Родился 22 октября 1911 года в дер. Помосъял ныне Параньгинского района Республики Марий Эл в бедной крестьянской семье. В 1930 году окончил Йошкар-Олинский педагогический техникум.
В 1934 году призван в РККА. По возвращении из армии в 1937 году заступил на партийную работу в Мари-Турекском районе Марийской АССР: секретарь, заместитель председателя, в 1940—1941 годах — председатель райисполкома.
В ноябре 1941 года вновь призван в Красную Армию. Участник Великой Отечественной войны: политработник 38 гвардейского отдельного батальона связи, гвардии майор. Воевал на Донском, Воронежском, 2-м Украинском фронтах. В марте 1946 года демобилизовался из армии. Награждён орденами Отечественной войны I и II степени, Красной Звезды и медалями.
Вернувшись домой, продолжил партийную деятельность: в 1946—1948 годах — председатель Мари-Турекского райисполкома, в 1948—1950 годах — первый секретарь Казанского райкома ВКП(б), в 1952—1959 годах — Новоторъяльского райкома КПСС. В 1952 году окончил Горьковскую партийную школу, в 1959 году — заочную Высшую партийную школу при ЦК КПСС. В 1959—1979 годах заведовал отделом административных органов Марийского обкома КПСС.
В 1959—1967 годах был депутатом Верховного Совета Марийской АССР. В 1952 году был делегатом XIX съезда ВКП(б). Награждён орденами Трудового Красного Знамени и «Знак Почёта» и медалями, в том числе медалью «За трудовую доблесть».
Ушёл из жизни 10 августа 1994 года в Йошкар-Оле.

## Награды
- Орден Трудового Красного Знамени (1951)[2]
- Орден «Знак Почёта» (1966)[2]
- Орден Отечественной войны I степени (06.04.1985)[2]
- Орден Отечественной войны II степени (14.05.1945)[2]
- Орден Красной Звезды (10.04.1944)[2]
- Медаль «За трудовую доблесть» (1971)[2]
- Медаль «За оборону Сталинграда» (22.12.1942)
- Медаль «За взятие Будапешта»
- Медаль «За взятие Вены»
- Медаль «За победу над Германией в Великой Отечественной войне 1941—1945 гг.» (09.05.1945)
- Почётная грамота Президиума Верховного Совета РСФСР (1965)[2]
- Почётная грамота Президиума Верховного Совета Марийской АССР (1946, 1957, 1961, 1965, 1971, 1975)[2]